# Delfín (S-61)
Pour les articles homonymes, voir Delfín.
Le Delfín (numéro de coque S-61) est un sous-marin de classe Daphné, autrefois en service dans la marine espagnole. Il est maintenant un navire musée à Torrevieja, dans le cadre du Museo del Mar y de la Sal,,,